# Baryplegma coelestis
Baryplegma coelestis är en tvåvingeart som först beskrevs av Friedrich Georg Hendel 1914.  Baryplegma coelestis ingår i släktet Baryplegma och familjen borrflugor. Inga underarter finns listade.